# The Dungeon Tapes
The Dungeon Tapes è la prima raccolta del gruppo musicale epic metal statunitense Medieval Steel, edita nel 2005. Il CD è stato pubblicato e distribuito direttamente dalla band e contiene l'EP Medieval Steel del 1984 e altro materiale inedito realizzato a metà negli anni ottanta e nel 2004.

## Tracce
- Sessione di registrazione demo (2004)

1. Eye's Of Fire – 3:33 (S.Jones, Franklin) – (nuova registrazione della canzone del 1985 apparsa sul demo del 1989)
2. Ghost From The Battlefield – 3:49 (S.Jones, Franklin)
3. To Kill A King – 4:10 (S.Jones, Franklin) – (nuova registrazione della canzone del 1985 apparsa sul demo del 1989)

- Sessione di registrazione demo (1987)

1. Lost In The City – 2:58 (S.Jones, Franklin) – (scritta nel 1986 e apparsa sul demo del 1989)
2. Tears In The Rain – 5:15 (S.Jones, Franklin) – (scritta nel 1985 e apparsa sul demo del 1989)

- EP Medieval Steel (1984)

1. Battle Beyond The Stars – 4:14 (Franklin, C.Jones)
2. Echoes – 3:57 (Franklin)
3. Warlords – 3:34 (Franklin, C.Jones)
4. Medieval Steel – 5:32 (Franklin, C.Jones)

## Formazione
- Bobby Franklin - voce
- Scott Jones - chitarra e tastiere (tracce 1-5)
- Jeff "Chuck" Jones - chitarra (tracce 6-9)
- John Roth - chitarra (tracce 6-9)
- Stacey Horne - basso (tracce 1-3)
- Steve Crocker - basso (tracce 4-5)
- Jeff Boydstun - basso (tracce 6-9)
- Chris Cook - batteria (tracce 1-5)
- Bill Jones - batteria (tracce 6-9)